# Битва при Лас-Пальмасе
Битва при Лас-Пальмасе — неудачная английская военно-морская экспедиция 1595 года в период Англо-испанской войны по попытке захвата испанского острова Гран-Канария. Английский флот первоначально направлялся в сторону острова Пуэрто-Рико, но сделал крюк в надежде на лёгкую победу и пополнение припасов. Экспедиционный флот под командованием Фрэнсиса Дрейка, Джона Хокинса и Томаса Баскервиля не смог добиться успеха  и был вынужден оставить Канарские острова, отправившись в сторону испанских Кариб, где в заливе Москитос Фрэнсис Дрейк умер от дизентерии.

## Предыстория
Капитан Дрейк предложил своим соратникам напасть на Канарские острова, чтобы заполучить провизию и добычу. Хокинс же категорически отказывался рассматривать эту авантюру, поскольку считал, что это нападение ставило под угрозу всю их экспедицию, начавшуюся в Англии двумя месяцами ранее; в то время как достижение основной цели путешествия (контроля Панамского перешейка на Испанском Мэйне) будет отложено. Спустя день они договорились обсудить этот вопрос за ужином на судне Garland. Капитан Баскервиль выразил уверенность, что сможет захватить Лас-Пальмас за четыре часа и вынудить местных жителей откупиться от англичан в течение четырёх дней. Джон Тротон, капитан судна Elizabeth Bonaventure, сообщал в своём дневнике о ходивших слухах о том, что Хокинс угрожал отправиться в Пуэрто-Рико, покинув Дрейка и Баскервиля. Но он в итоге поддался уговорам, и оставшийся единым английский флот начал готовиться к незапланированному ранее нападению на Гран-Канарию. Подойдя к острову в 11:00 Дрейк отправил один из небольших кораблей вперёд для разведки вдоль берега, мимо Калеты-де-Санта-Каталины и далее вниз к форту Санта-Ана.
Дрейк лично отправился на одной из лодок Defiance, чтобы измерить глубину у Калеты-де-Санта-Каталины и установить буи для направления места высадки, после чего вернулся к мету дислокации своего флота. Лейтенант-губернатор Антонио Памочамосо, наблюдавший из Лас-Пальмаса за уходящим Дрейком, приказал одной из своих лодок отплыть и убрать установленные противником буи, но к тому времени англичане были уже готовы к бою, поставив свои корабли на якорь и начав атаку.

## Атака
6 октября 21 английский военный корабль появился у Лас-Пальмаса на Канарских островах. Пятнадцать из них расположились перед замком Санта-Каталина, остальные — у форта Санта-Ана, прикрывая высадку английских войск. Однако губернатор Алонсо де Альварадо и испанский гарнизон смогли грамотно организовать свою оборону. Они с шестью небольшими артиллерийскими орудиями сумели нанести существенные повреждения четырём английским кораблям, и через несколько дней Дрейк был вынужден отступить.
После этого неожиданного отпора Дрейк направился к Пуэрто-Рико с намерением согласно первоначальному плану взять под контроль Панамский перешеек и испанские Карибы, но умер у Портобело после того, как потерпел неудачу при Сан-Хуане и в Панаме.